# 不知不覺18
《突然18歲》為韓國JTBC於2017年8月28日播出的網路劇，由珉豪、李侑菲、金甫美及金熙燦主演，講述曾在高中時期被孤立的男主角吳景輝（珉豪 飾），為了拯救自殺的初戀韓娜菲（李侑菲 飾），而意外穿越回18歲的故事。

## 演員陣容

### 主要人物
| 演員   | 角色   | 介紹 |
| 珉豪   | 吳景輝 | 個性瀟灑又可愛，是一位極具魅力的骨科醫生，但在高中時期卻遭到過同學們的排擠而產生心理陰影，擁有十分反轉的過去。在不知不覺之中喜歡上了那個給予他活下去勇氣的娜菲，也因此回到了18歲去拯救自殺的娜菲。 |
| 李侑菲 | 韓娜菲 | 景輝的初戀。外貌清純可人，說話卻直言不諱，擁有逗趣的反轉魅力，同時也是給予景輝勇氣的恩人。雖然看似直率而堅強，但內心卻一直隱藏著害死閨蜜的陰影，活在了罪惡感與孤獨之中。                           |
| 金甫美 | 吳伊度 | 景輝的姐姐。雖然對弟弟總是又打又罵的，但仍然是一個很疼愛弟弟的姐姐。 |
| 金熙燦 | 張瑟祈 | 景輝的好朋友。個性雖然膽小，但卻在景輝最需要的時候，出現並守護了他。後來成為景輝的姊夫。 |
| 劉俊鴻 | 馬基浩 | 景輝的同學，身材壯碩。景輝拋書給瑟祈時不小心擊中了他，從此成為被欺壓惡夢的開始。 |

### 其他人物
| 演員   | 角色   | 介紹                                             |
| 趙英鎮 |        | 韓娜菲的爸爸。                                   |
| ？     | 振旭   |                                                  |
| 金敏書 | 洪多恩 | 韓娜菲的國中朋友，在2006年江陵公交事故的受害人。 |
| ？     |        | 洪多恩的媽媽。                                   |
| ？     | 黃知英 | 韓娜菲的國中朋友，在2006年江陵公交事故的受害人。 |

### 特別出演
| 演員   | 角色 | 介紹                                 |
| 許允曦 |      | 廣播電台音樂節目主持人（聲音出演）。 |

## 外部連結
- Naver Tvcast官方網站 （页面存档备份，存于）